# 지혜원
지혜원(1998년 3월 30일 ~ )은 대한민국의 배우이다.

## 학력
- 2017년 ~ 한국예술종합학교

### 드라마
- 2019년 KBS2 수목 미니시리즈 《저스티스》 ... 장영미 역
- 2020년 SBS 금토 미니시리즈 《낭만닥터 김사부 2》 ... 서세영 역
- 2020년 tvN 주말 미니시리즈 《사이코지만 괜찮아》 ... 이아름 역
- 2022년 NETFILX 오리지널 시리즈 《안나라수마나라》 ... 백하나 역
- 2022년 ~ 2023년 KBS2 주말연속극 《삼남매가 용감하게》 ... 어린 김소림 역 (김소은 아역)
- 2023년 KBS2 수목 미니시리즈 《어쩌다 마주친, 그대》 ... 어린 고미숙 역 (김혜은 아역)
- 2024년 NETFiLX 오리지널 시리즈 《하이라키》 ... 윤혜라 역
- 2025년 KBS2 수목 미니시리즈   《남주의 첫날밤을 가져버렸다》 ... 도화선 역